# 八代村 (島根県)
八代村（やしろむら）は、島根県邇摩郡にあった村。現在の大田市、邑智郡川本町の一部にあたる。

## 地理
大江高山の南麓に位置していた。

## 歴史
- 1889年（明治22年）4月1日、町村制の施行により、邇摩郡新屋村、北佐木村（字大口を除く）が合併して村制施行し、八代村が発足[2][3]。
- 1947年（昭和22年）
  - 8月1日 - 大字北佐木を邑智郡三原村に編入[2][3]。
  - 11月15日 - 邇摩郡大家村と合併し大代村を新設して廃止された[2][3]。

### 地名の由来
八代姫命神社による。